# Wawrzyniec Pruszyński
Wawrzyniec Laurenty Pruszyński herbu Rawicz (zm. 1770) – łowczyc owrócki, stolnik starodubowski, skarbnik kijowski.
Brał udział w elekcji w 1733. Poślubił Katarzynę Humnicką. Miał dwóch synów: Antoniego oraz Stanisława.